# Gare de Moyemont
La gare de Moyemont était une gare ferroviaire française de la ligne de Charmes à Rambervillers, située sur le territoire de la commune de Moyemont, dans le département des Vosges en région Lorraine.
Elle est mise en service en 1871 par la Compagnie des chemins de fer de l'Est et est fermée en 1937.

## Situation ferroviaire
Établie à 333 m d'altitude, la gare de Moyemont est, durant la période d'activité de la ligne, située au point kilométrique (PK) 20,1 de la ligne de Charmes à Rambervillers, entre les gares d'Ortoncourt et de Romont.

## Histoire
Le 30 décembre 1864 le préfet du département des Vosges annonce par courrier qu'il a fait étudier un nouveau tracé pour le projet de ligne devant relier Rambervillers et la ligne de Gray à Nancy. Il indique que le raccordement se fera à Charmes et qu'il est notamment prévu une station à Moyemont, après le chemin de Moyemont à Badmenil, à un kilomètre du village. Comme les autres stations de la ligne, il est prévu de l'installer sur une ligne droite avec un palier d'au moins 500 mètres.
La station de Moyemont est mise en service le 16 septembre 1871 par la Compagnie des chemins de fer de l'Est, chargée de l'exploitation par la Compagnie du chemin de fer de Rambervillers à Charmes concessionnaire de la ligne. Elle est établie à 1 100 mètres du village.
En 1886, le trafic en gare représente pour l'expédition, 5 069 voyageurs et en marchandises : 11 114 kg en grande vitesse et 865 533 kg en petite vitesse, ce qui place la station à la 77e du département, avec une recette totale de 5 020,30 fr.
La fermeture de la gare intervient en 1937.
Il ne reste que la plateforme de la voie, la gare et ses installations ont disparu.